# Virginia Thrasher
Virginia „Ginny“ Thrasher (ur. 28 lutego 1997 w Springfield) – amerykańska strzelczyni, mistrzyni olimpijska.

## Lata młodości
Jest córką Rogera i Valerie, ma dwóch starszych braci: Carla i Rory'ego. W młodości trenowała łyżwiarstwo figurowe. Strzelectwo uprawia od 2011 roku, a jej zainteresowanie tym sportem zaczęło się od wyjazdów na polowania z dziadkiem. Jest studentką inżynierii na West Virginia University.

## Kariera
W 2015 roku zdobyła dwa medale mistrzostw USA: srebrny w strzelaniu z karabinu pneumatycznego z 10 m i brązowy w strzelaniu z karabinu małokalibrowego z 50 m. W 2016 roku została mistrzynią olimpijską w strzelaniu z karabinu pneumatycznego z 10 m, zostając pierwszą osobą, która zdobyła złoty medal na tych igrzyskach. Na igrzyskach zajęła także 11. miejsce w strzelaniu z karabinu małokalibrowego z trzech pozycji z 50 m. Trzy lata później otrzymała brązowy medal igrzysk panamerykańskich.

## Igrzyska olimpijskie
| Igrzyska | Miejscowość    | Konkurencja                               | Kwalifikacje | Kwalifikacje | Finał                   | Finał                   |
| Igrzyska | Miejscowość    | Konkurencja                               | Wynik        | Pozycja      | Wynik                   | Pozycja                 |
| -------- | -------------- | ----------------------------------------- | ------------ | ------------ | ----------------------- | ----------------------- |
| IO 2016  | Rio de Janeiro | Karabin pneumatyczny, 10 m                | 416,3        | 6. Q         | 208,0                   | złoto                   |
| IO 2016  | Rio de Janeiro | Karabin małokalibrowy, trzy pozycje, 50 m | 581          | 11.          | Nie zakwalifikowała się | Nie zakwalifikowała się |